# Route 5 (Colombie-Britannique)
La Route 5 est une route sud / nord de 543 km (337 mi) dans le sud de la Colombie-Britannique. La route 5 relie la route 1 (Route transcanadienne) avec la route 16 (route Yellowhead), également partie de la route transcanadienne. La route 5 constitue le lien routier le plus court entre Vancouver et Edmonton. Bien que l'entièreté du tracé de la route soit considéré comme faisant partie de la route Yellowhead, le segment au sud de Kamloops est mieux connu comme la Coquihalla Highway. Cette dernière était une route à péage jusqu'en 2008.

## Description du tracé

### Coquihalla Highway

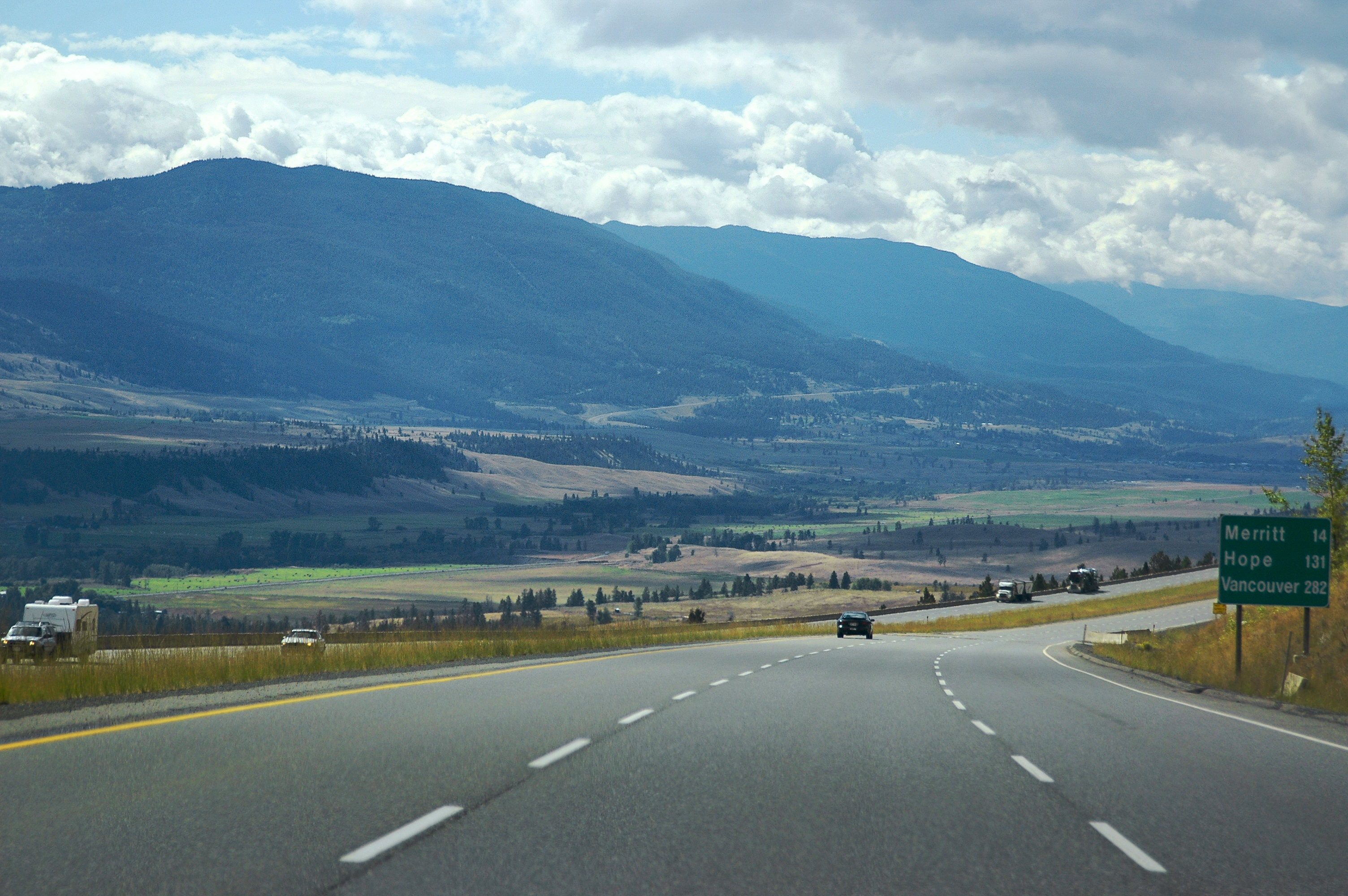
Route 5 près de Nicola Valley (2007)

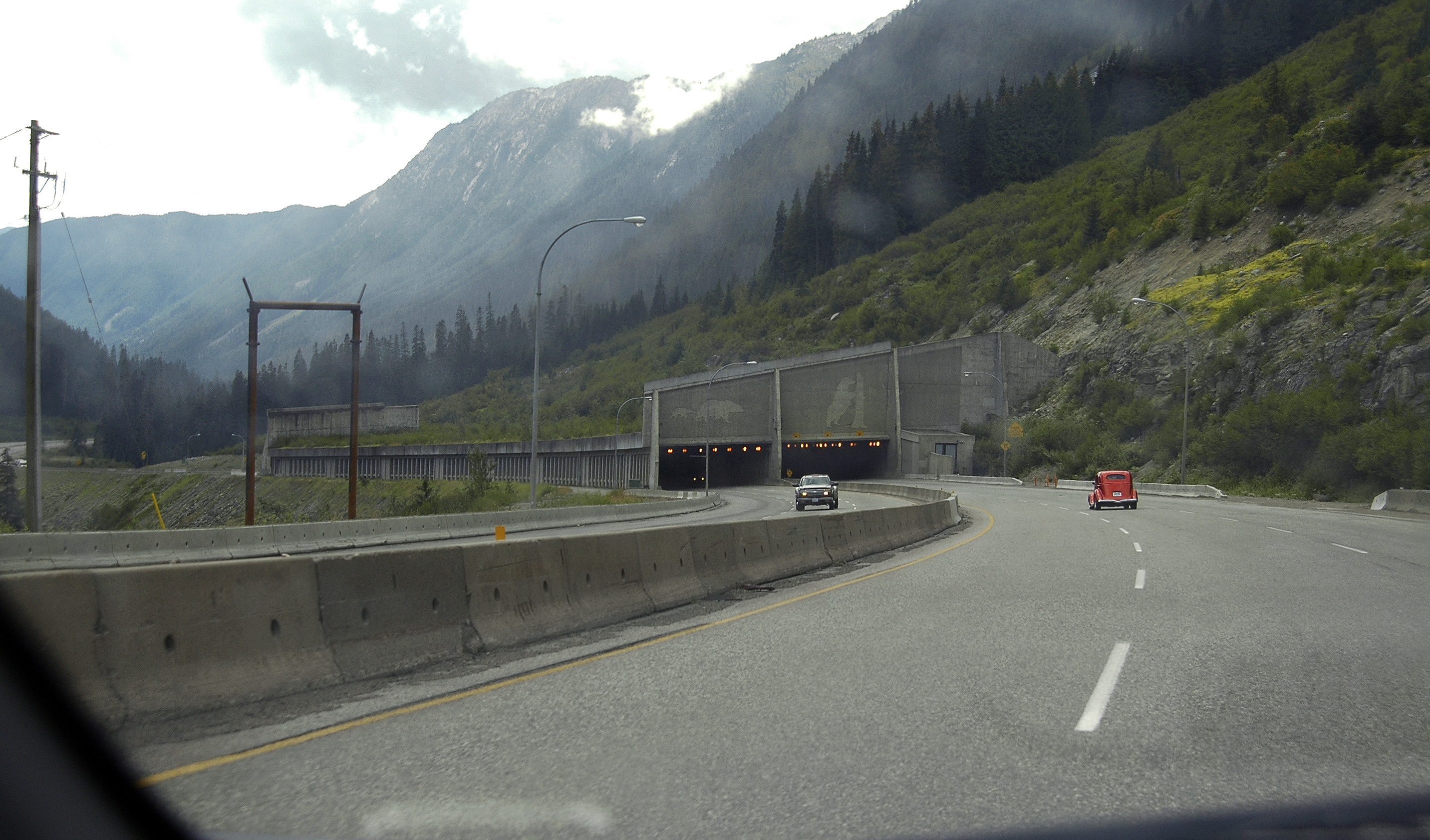
Paravalanche Great Bear (2007)

Entre Hope et Kamloops, la route 5 est connue comme la Coquihalla Highway. Il s'agit d'une autoroute de 186 km (116 mi) comptant entre quatre et six voies avec une limite de vitesse de 120 km/h (75mph) sur la majeure partie de sa longueur. La Coquihalla approximately passe dans la Chaîne des Cascades et suit la rivière Coquihalla sur environ 60 km (37 mi). Elle passe par le Col Coquihalla.
La route 5 débute à la jonction de la route 3 (Route Crowsnest) à environ 7 km (4 mi) à l'est de Hope. Les numéros des sorties de la Coquihalla sont la continuité des numéros de la route 1 à l'ouest de Hope puisque la route 5 est le prolongement de celle-ci sous forme autoroutière. À 35 km (22 mi) au nord du terminus, après avoir traversé cinq échangeurs, la route atteint le paravalanche de Great Bear. L'emplacement de l'ancien poste de péage est situé 13 km (8 mi) au nord du paravalanche. La route atteint le Col Coquihalla, à 1 244 m (4 081 pi) d'altitude. Continuant vers le nord, la route atteint la ville de Merritt. Elle y croise les routes 5A, 8 et 97C.
La route continue ensuite son trajet vers le nord jusqu'à Kamloops. Elle grimpe pour atteindre un autre point culminant, le Sommet de Surrey Lake situé à 1 444 m (4 738 pi) d'altitude. Elle rencontre la route 97D près de Lac Le Jeune et la route descend ensuite dans la ville de Kamloops où elle rencontre les routes 1 et 97.

### Kamloops
La route 5 continue vers l'est en formant un multiplex avec les routes 1 et 97 sur 12 km (7 mi). Il s'agit principalement d'une autoroute urbaine ayant une limite de vitesse de 100 km/h (62 mph). Elle compte cinq échangeurs dans la ville avant que la route 5 ne se sépare des deux autres routes en se dirigeant vers le nord.
La route 5 continue vers le nord en étant une voie rapide à quatre voies. Elle traverse la rivière South Thompson et entre dans la Réserve de Kamloops 1. La route continue vers le nord en longeant la rivière Thompson Nord. Peu après avoir passé la limite nord de Kamloops, la route se réduit à deux voies et continue son trajet vers le nord.

### Southern Yellowhead Highway
La Southern Yellowhead Highway est la section nord de la route 5. Celle-ci parcourt 314 km (195 mi) en étant majoritairement une route à deux voies. Certaines sections comptent toutefois trois ou quatre voies afin de permettre les dépassements. La limite de vitesse de la route est de 100 km/h (62 mph) sur la majorité du tracé, bien que certaines sections aient une limite réduite jusqu'à 50 km/h (31 mph). Le volume de trafic sur ce segment est bas en comparaison avec celui observé sur le segment de la Coquihalla Highway et celui à Kamloops. Sur toute sa longueur, la Southern Yellowhead Highway ne compte qu'un feu de circulation à Valemount.
La route 5 suit la rivière North Thompson sur l'entièreté de son tracé. Sur les 200 km (124 mi) depuis Kamloops, elle passe par Little Fort, Clearwater, Vavenby, Avola et Blue River. À partir de là, elle continue vers le nord sur 109 km (68 mi) en passant dans le coeur de la Columbia Mountains. Elle passe par Valemount puis Tête Jaune Cache où elle traverse le fleuve Fraser et rencontre la route 16, marquant son terminus nord.

## Accidents et météo
Plusieurs panneaux le long de la Coquihalla Highway avertissent les automobilistes de changements soudains des conditions météorologiques. La route est particulièrement dangereuse durant la saison hivernale avec des chutes de neige pouvant dépasser 10 cm (4 po) à l'heure. Il est fréquent que la route soit fermée plusieurs heures lors de ces conditions extrêmes.
Selon l'Insurance Corporation of British Columbia (ICBC), il y a eu 32 accidents mortels entre 2004 et 2013 ainsi qu'en moyenne entre 400 et 500 accidents durant l'hiver. Le réseau de nouvelles Global News a signalé le segment entre Merritt et Hope comme l'une des routes les plus meurtrières de la province. DriveBC offre des rapports à jour sur les conditions de la Coquihalla Highway, incluant des caméras en temps réel situées à plusieurs endroits de la route.
En raison de sa réputation, la route 5 est présente dans la téléréalité La route de l'Enfer, série qui suit des entreprises de remorquage opérant sur cette route.
Le 14 novembre 2021, une tempête majeure s'est abattue sur le sud de la Colombie-Britannique. Celle-ci a endommagé des sections de la Coquihalla Highway et d'autres routes de la région. Durant les journées des 14 et 15 novembre, 200 mm (8 po) de pluie sont tombés sur la route,. Les précipitations ont emporté plusieurs sections de l'autoroute, incluant des ponts et ponceaux. Des héliocptères des Forces armées canadiennes ont été appelés afin d'évacuer les automobilistes prisonniers de la route. Le 20 décembre, la route a rouvert au trafic essentiel; les autres automobilistes étant plutôt déroutés vers la route 99. Ce n'est que le 19 janvier 2022 que la route est complètement rouverte entre Hope et Merritt.

## Intersections majeures
| District régional                             | Ville                         | km                                                    | Sortie                                                              | Destinations                                                        | Notes                                                                                             |
| --------------------------------------------- | ----------------------------- | ----------------------------------------------------- | ------------------------------------------------------------------- | ------------------------------------------------------------------- | ------------------------------------------------------------------------------------------------- |
| Fraser Valley                                 | Hope                          | 0,00                                                  | —                                                                   | BC-1 ouest – Vancouver                                              | La BC-5 sud devient la BC-1 ouest; numéros de sortie continuent vers l'ouest                      |
| Fraser Valley                                 | Hope                          | 0,00                                                  | 170                                                                 | BC-1 est – Hope, Cache Creek, Prince George                         | Terminus sud du multiplex avec la BC-3; terminus ouest de la BC-3; pas de sortie en direction sud |
| Fraser Valley                                 | Hope                          | 0,99                                                  | 171                                                                 | Vers BC-1 est – Hope, Cache Creek                                   | Sortie direction sud seulement                                                                    |
| Fraser Valley                                 | Hope                          | 3,08                                                  | 173                                                                 | Old Hope-Princeton Way                                              | Pas d'entrée en direction sud                                                                     |
| Fraser Valley                                 |                               | 6,67                                                  | 177                                                                 | BC-3 est (Route Crowsnest) – Princeton, Penticton, Osoyoos          | Terminus nord du multiplex avec la BC-3                                                           |
| Fraser Valley                                 | 13,00                         | 183                                                   | Othello Road – Parc provincial de Coquihalla Canyon                 |                                                                     |                                                                                                   |
| Fraser Valley                                 | 22,02                         | 192                                                   | Sowaqua Creek Road                                                  |                                                                     |                                                                                                   |
| Fraser Valley                                 | 25,77                         | 195                                                   | Carolin Mines Road                                                  |                                                                     |                                                                                                   |
| Fraser Valley                                 | 29,68                         | 200                                                   | Shylock Road (Demi-tour seulement)                                  | Sortie direction sud, entrée direction nord                         |                                                                                                   |
| Fraser Valley                                 | 31,19                         | 202                                                   | Portia                                                              | Pas de sortie en direction sud                                      |                                                                                                   |
| Fraser Valley                                 | 42,21                         | Paravalanche Great Bear                               | Paravalanche Great Bear                                             | Paravalanche Great Bear                                             |                                                                                                   |
| Fraser Valley                                 | 45,53                         | 217                                                   | Aire de repos Zopikos                                               |                                                                     |                                                                                                   |
| Fraser Valley                                 | 48,93                         | Col Coquihalla – 1 244 m (4 081 pi)                   | Col Coquihalla – 1 244 m (4 081 pi)                                 | Col Coquihalla – 1 244 m (4 081 pi)                                 |                                                                                                   |
| Fraser Valley                                 | 51,35                         | 221                                                   | Falls Lake Road                                                     |                                                                     |                                                                                                   |
| Fraser Valley                                 |                               | 52,22                                                 | Pont Dry Gulch                                                      | Pont Dry Gulch                                                      | Pont Dry Gulch                                                                                    |
| Fraser Valley                                 |                               | 54,50                                                 | Aire de repos de Coquihalla Lakes (ancien poste de péage)           | Aire de repos de Coquihalla Lakes (ancien poste de péage)           | Aire de repos de Coquihalla Lakes (ancien poste de péage)                                         |
| Thompson-Nicola                               |                               | 58,11                                                 | 228                                                                 | Coquihalla Lakes Road – Aire de repos Britton Creek                 |                                                                                                   |
| Thompson-Nicola                               | 61,09                         | 231                                                   | Mine Creek Road (Demi-tour seulement)                               | Sortie direction sud, entrée direction nord                         |                                                                                                   |
| Thompson-Nicola                               | 61,20                         | 238                                                   | Juliet Creek Road – Parc provincial de Coldwater River              |                                                                     |                                                                                                   |
| Thompson-Nicola                               | 79,69                         | 250                                                   | Larson Hill                                                         |                                                                     |                                                                                                   |
| Thompson-Nicola                               | 86,46                         | 256                                                   | Coldwater Road                                                      |                                                                     |                                                                                                   |
| Thompson-Nicola                               | 106,32                        | 276                                                   | Comstock Road                                                       |                                                                     |                                                                                                   |
| Thompson-Nicola                               | Merritt                       | 115,99                                                | 286                                                                 | BC-5A / BC-8 ouest / BC-97C – Centre-ville de Merritt, Kelowna      | Terminus est de la BC-8                                                                           |
| Thompson-Nicola                               | Merritt                       | 119,96                                                | 290                                                                 | BC-5A (Voght Street) – Centre-ville de Merritt                      |                                                                                                   |
| Thompson-Nicola                               |                               | 145,31                                                | 315                                                                 | Helmer Road                                                         |                                                                                                   |
| Thompson-Nicola                               | 152,60                        | Surrey Lake Summit – 1 444 m (4 738 pi)               | Surrey Lake Summit – 1 444 m (4 738 pi)                             | Surrey Lake Summit – 1 444 m (4 738 pi)                             |                                                                                                   |
| Thompson-Nicola                               | 167,11                        | 336                                                   | BC-97D sud / Lac Le Jeune Road – Logan Lake                         | Terminus nord de la BC-97D                                          |                                                                                                   |
| Thompson-Nicola                               | 185,48                        | 355                                                   | Inks Lake Road                                                      |                                                                     |                                                                                                   |
| Thompson-Nicola                               | Kamloops                      | 192,22                                                | 362                                                                 | BC-1 ouest / BC-97 nord – Cache Creek, Prince George                | Terminus sud du multiplex avec la BC-1 / BC-97                                                    |
| Thompson-Nicola                               | Kamloops                      | 196,45                                                | 366                                                                 | Copperhead Drive / Lac Le Jeune Road                                |                                                                                                   |
| Thompson-Nicola                               | Kamloops                      | 198,13                                                | 367                                                                 | Pacific Way                                                         |                                                                                                   |
| Thompson-Nicola                               | Kamloops                      | 198,92                                                | 368                                                                 | BC-5A sud – Merritt                                                 | Terminus nord de la BC-5A                                                                         |
| Thompson-Nicola                               | Kamloops                      | 200,22                                                | 369                                                                 | Columbia Street – Centre-ville                                      | Sortie direction nord, entrée direction sud                                                       |
| Thompson-Nicola                               | Kamloops                      | 200,80                                                | 370                                                                 | Summit Drive – Centre-ville                                         | Sortie direction sud, entrée direction nord                                                       |
| Thompson-Nicola                               | Kamloops                      | 204,29                                                | 374                                                                 | BC-1 est / BC-97 sud – Salmon Arm, Banff, Vernon                    | Terminus nord du multiplex avec la BC-1 / BC-97                                                   |
| Thompson-Nicola                               | Limite Kamloops–Kamloops No 1 | 204,74                                                | Pont Yellowhead au-dessus de la rivière South Thompson              | Pont Yellowhead au-dessus de la rivière South Thompson              | Pont Yellowhead au-dessus de la rivière South Thompson                                            |
| Thompson-Nicola                               | Kamloops No 1                 | 210,04                                                |                                                                     | Halston Road / Paul Lake Road – Aéroport                            |                                                                                                   |
| Thompson-Nicola                               | Kamloops                      | 228,74                                                |                                                                     | Tod Mountain Road – Sun Peaks                                       |                                                                                                   |
| Thompson-Nicola                               | Barriere                      | 270,06                                                | Pont Barriere North Thompson au-dessus de la rivière North Thompson | Pont Barriere North Thompson au-dessus de la rivière North Thompson | Pont Barriere North Thompson au-dessus de la rivière North Thompson                               |
| Thompson-Nicola                               | Little Fort                   | 297,88                                                |                                                                     | BC-24 ouest – Bridge Lake                                           | Terminus est de la BC-24                                                                          |
| Thompson-Nicola                               | Clearwater                    | 328,08                                                |                                                                     | Clearwater Valley Road / Park Drive – Parc provincial Wells Gray    | Carrefour giratoire                                                                               |
| Thompson-Nicola                               | Avola                         | 395,43                                                | Pont Avola North Thompson au-dessus de la rivière North Thompson    | Pont Avola North Thompson au-dessus de la rivière North Thompson    | Pont Avola North Thompson au-dessus de la rivière North Thompson                                  |
| Thompson-Nicola                               |                               | 423,68                                                | Pont Six Mile au-dessus de la rivière North Thompson                | Pont Six Mile au-dessus de la rivière North Thompson                | Pont Six Mile au-dessus de la rivière North Thompson                                              |
| Thompson-Nicola                               | 474,40                        | Pont Lempriere au-dessus de la rivière North Thompson | Pont Lempriere au-dessus de la rivière North Thompson               | Pont Lempriere au-dessus de la rivière North Thompson               |                                                                                                   |
| Thompson-Nicola                               | 477,34                        | Pont Moombeam au-dessus de la rivière North Thompson  | Pont Moombeam au-dessus de la rivière North Thompson                | Pont Moombeam au-dessus de la rivière North Thompson                |                                                                                                   |
| Thompson-Nicola                               | 478,91                        | Pont Gosnell au-dessus de la rivière North Thompson   | Pont Gosnell au-dessus de la rivière North Thompson                 | Pont Gosnell au-dessus de la rivière North Thompson                 |                                                                                                   |
| Fraser-Fort George                            | Tête Jaune Cache              | 543,13                                                | Pont Tête Jaune au-dessus du fleuve Fraser                          | Pont Tête Jaune au-dessus du fleuve Fraser                          | Pont Tête Jaune au-dessus du fleuve Fraser                                                        |
| Fraser-Fort George                            | Tête Jaune Cache              | 543,33                                                |                                                                     | BC-16 – McBride, Prince George, Alberta, Jasper                     | Échangeur                                                                                         |
| - Terminus de multiplex - Transition de route |                               |                                                       |                                                                     |                                                                     |                                                                                                   |

## Galerie photos

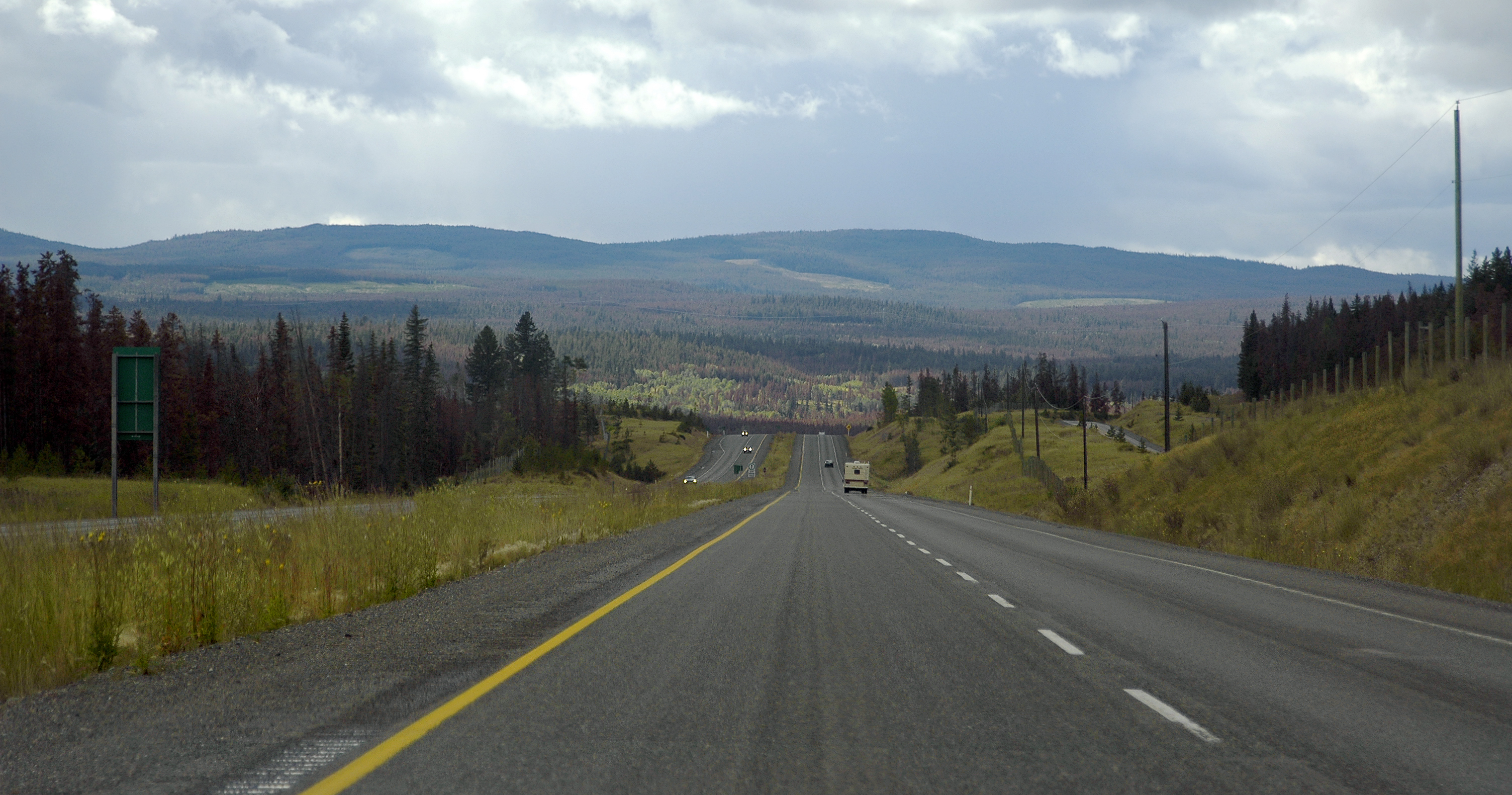
Route 5 passant dans le Plateau Thompson (2007)
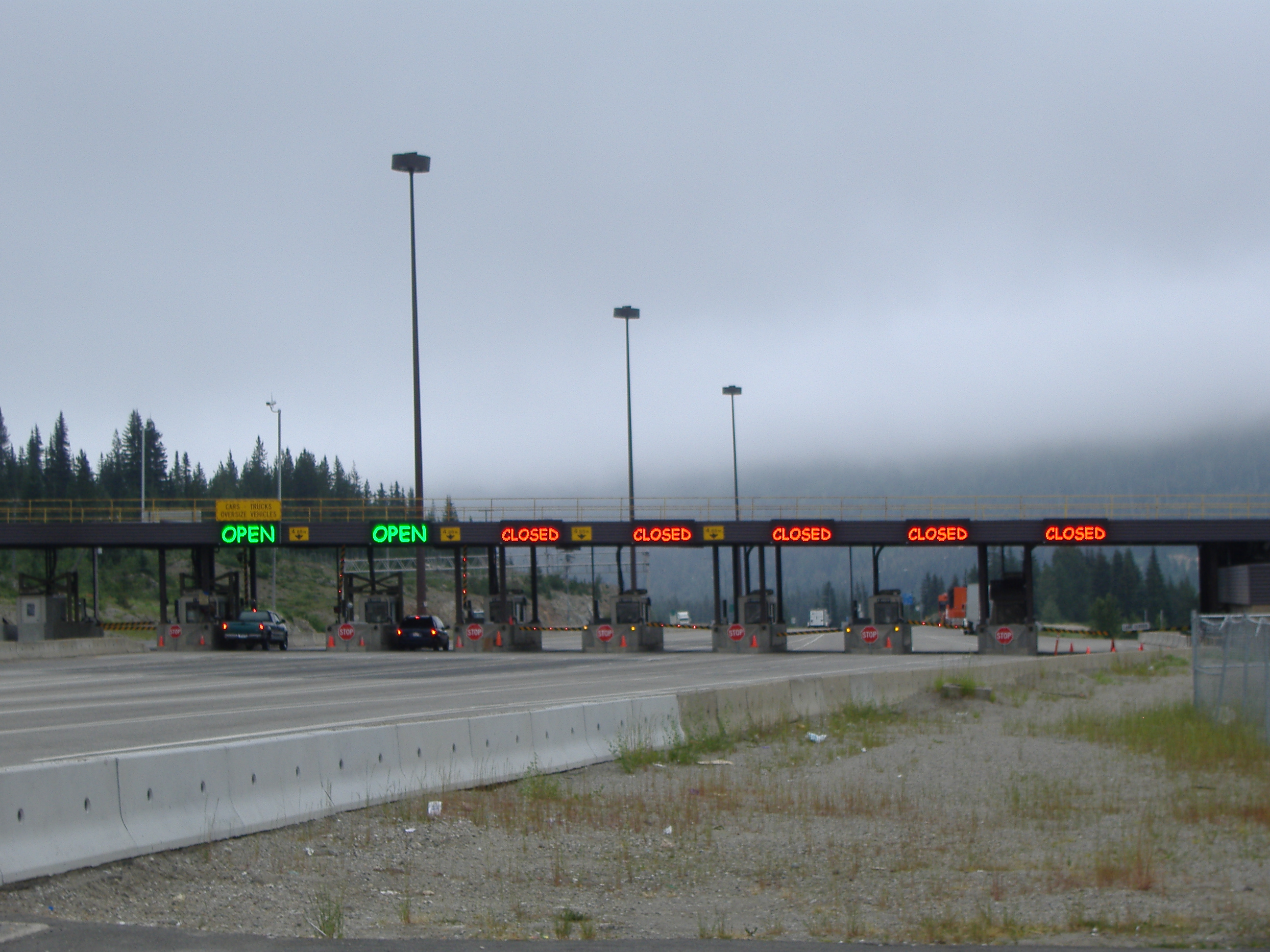
Le poste de péage marquait le point milieu entre Hope et Merritt (2006)
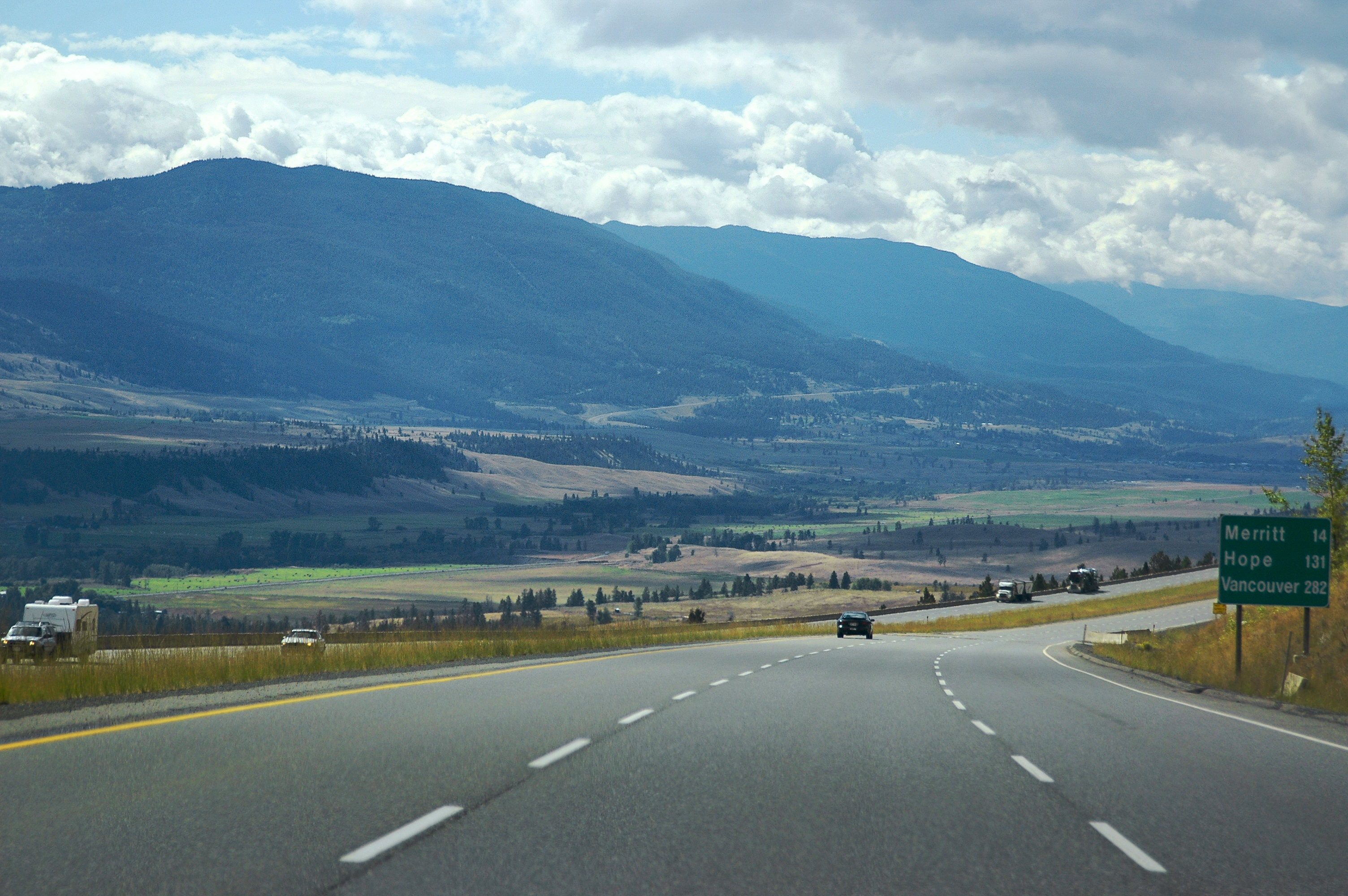
Passant par Nicola Valley en direction sud (2007)
Centre-ville de Valemount depuis la route 5 (2006)
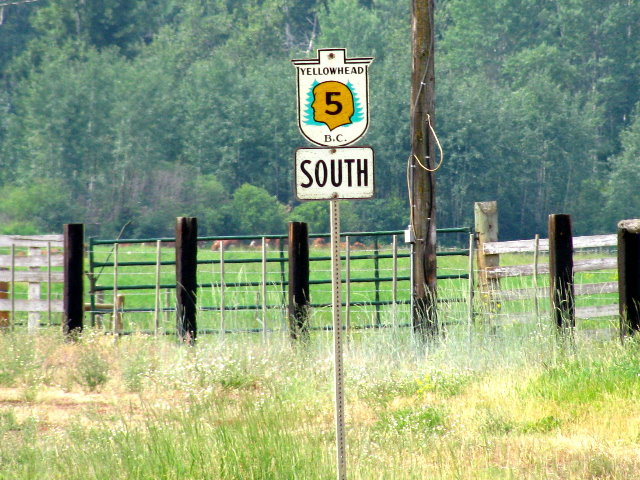
Southern Yellowhead Highway 5, direction sud (2008)